# Джулі Річардс
Джулі Річардс (англ. Julie Richards, 26 вересня 1970) — американська вершниця.
Бронзова призерка Олімпійських Ігор 2004 року в командному триборстві, учасниця 2000 року.